# Espagne au Concours Eurovision de la chanson 1994
L'Espagne a participé au Concours Eurovision de la chanson 1994 le 30 avril à Dublin, en Irlande. C'est la 34e participation espagnole au Concours Eurovision de la chanson.
Le pays est représenté par le chanteur Alejandro Abad (en) et la chanson Ella no es ella (en), sélectionnés en interne par la TVE.

## Sélection interne
Le radiodiffuseur espagnol, Televisión Española (TVE), choisit en interne l'artiste et la chanson représentant l'Espagne au Concours Eurovision de la chanson 1994.
| Artiste             | Chanson              | Langue   | Traduction          |
| ------------------- | -------------------- | -------- | ------------------- |
| Alejandro Abad (en) | Ella no es ella (en) | Espagnol | Elle n'est pas elle |

Lors de cette sélection, c'est la chanson Ella no es ella, interprétée par Alejandro Abad (en), qui fut choisie. Le chef d'orchestre sélectionné pour l'Espagne à l'Eurovision 1994 est Josef Llobell.

## À l'Eurovision

### Points attribués par l'Espagne
| 12 points | Portugal           |
| 10 points | Irlande            |
| 8 points  | Allemagne          |
| 7 points  | Bosnie-Herzégovine |
| 6 points  | Islande            |
| 5 points  | Norvège            |
| 4 points  | Chypre             |
| 3 points  | Royaume-Uni        |
| 2 points  | Suisse             |
| 1 point   | Suède              |

### Points attribués à l'Espagne
| 12 points  | 10 points | 8 points | 7 points             | 6 points |
| ---------- | --------- | -------- | -------------------- | -------- |
|            |           | - Grèce  |                      |          |
| 5 points   | 4 points  | 3 points | 2 points             | 1 point  |
| - Roumanie |           |          | - France - Slovaquie |          |

Alejandro Abad interprète Ella no es ella en 21e position lors de la soirée du concours, suivant l'Autriche précédant la Hongrie.
Au terme du vote final, l'Espagne termine 18e sur 25 pays participants, ayant reçu 17 points au total,.